# Перший дивізіон шотландської футбольної ліги
Перший дивізіон Шотландської футбольної ліги  — другий рівень системи футбольних ліг Шотландії (з 1975 по 2013 рік) та найвищий дивізіон Шотландської футбольної ліги з 1998 по 2013 рік.

## Історія
Починаючи з сезону 1975-76 Другий дивізіону ШФЛ перейменовувався на Перший дивізіон, а вищий дивізіон Шотландії відтоді і до 1998 року почав називатися Прем'єр-дивізіон.
В 1998 році клуби Прем'єр-дивізіон відділились від Шотландської футбольної ліги і заснували Прем'єр-лігу (ШПЛ). Перший дивізіон залишився другим рівнем системи футбольних ліг Шотландії, але став вищим дивізіоном ШФЛ. В 2013 році ШПЛ та ШФЛ об'єдналися в Шотландську професійну футбольну лігу і Перший дивізіон в футбольній ієрархії замінився Чемпіоншипом.

## Формат змагання
З 1994 по 2013 рік Перший дивізіон складався з 10 команд. Команди отримували 3 очки за перемогу та 1 очко за нічию. В разі поразки бали не нараховувалися. У випадку, коли декілька команд набрали однакову кількість очок враховувалися спочатку різниця забитих і пропущених м'ячів, а потім кількість забитих м'ячів. В кінці кожного сезону клуб з найбільшою кількістю очок оголошувався переможцем першості. Якщо кількість набраних очок у кількох команд була рівною, то різниця м'ячів, а при однаковій різниці, кількість забитих м'ячів визначали переможця. З 1998 року переможець першості напряму потрапляв до ШПЛ, якщо його стадіон відповідав критеріям ліги. З 2007 року останній за підсумками сезону клуб автоматично опинявся в Другому дивізіоні. 